# Bill White (Eishockeyspieler)
William Earl „Bill“ White (* 26. August 1939 in Toronto, Ontario; † 21. Mai 2017) war ein kanadischer Eishockeyspieler (Verteidiger) und -trainer, der von 1967 bis 1976 für die Los Angeles Kings und Chicago Black Hawks in der National Hockey League spielte.

## Karriere
Bill White spielt während seiner Juniorenzeit für die Toronto Marlboros in der OHA. Er war ein solider Verteidiger in seinen jungen Jahren, doch für einen Platz in einem der damals nur sechs NHL-Teams reichte es nicht. Die Rechte an ihm lagen zu dieser Zeit bei den Toronto Maple Leafs.
Nach zwei Spielzeiten, die er überwiegend bei den Rochester Americans in der American Hockey League verbracht hatte, wechselte er zu den Springfield Indians. Hier hatte er mit Eddie Shore einen großen Förderer als Trainer. Die Chicago Black Hawks versuchten ihn von dort für die NHL loszueisen, doch Shore wusste dies zu verhindern. Mit der Erweiterung der NHL von sechs auf zwölf Teams wurden die Springfield Indians zum Farmteam der Los Angeles Kings.
Bei den Kings ließ man diese Chance nicht verstreichen und holte ihn zur Saison 1967/68 in die NHL. Mit elf Toren und 27 Assists hatte er einen beeindruckenden Start in der NHL. Vermutlich war die Tatsache, dass er bei seinem NHL-Debüt schon 28 Jahre alt war, ein Grund, weshalb er im Rennen um die Calder Memorial Trophy als bester Rookie gegen Derek Sanderson den Kürzeren zog.
Knapp drei Jahre war er der Top-Verteidiger der Kings und wurde auch mehrfach für das NHL All-Star Game nominiert, bevor er im Laufe der Saison 1969/70 unter anderem für Denis DeJordy zu den Chicago Black Hawks wechselte. Hier bildete er gemeinsam mit Pat Stapleton eines der besten Verteidigerduos der Liga. White beeindruckte vor allem durch seine konstant starke Defensivarbeit und die Fähigkeit auch in wichtigen Situationen körperlich hart aber fair Zweikämpfe für sich zu entscheiden.
Durch die Erweiterung der Liga rückten die Blackhawks in die Western Division, die sie in den ersten Jahren dominierten. White half mit das Team wiederholt in die Stanley-Cup-Finalserie zu führen und bei der Summit Series 1972 stand er im Kader des kanadischen Teams. Hier gelang ihm im entscheidenden achten Spiel auch ein Tor.
In der ersten Runde der Playoffs der Spielzeit 1975/76 wurde er von bei einem Spiel gegen die Montréal Canadiens von Doug Jarvis und Bob Gainey im Zweikampf an die Bande gedrängt und zog sich dabei eine Nervenverletzung am Rücken zu. Nachdem er über lange Zeit seinen rechten Arm nicht mehr voll belasten konnte, kehrte er nicht mehr als Aktiver aufs Eis zurück.
Schon im Laufe der Playoffs 1976/77 übernahm er nach der Entlassung von Billy Reay bei den Black Hawks den Posten des Cheftrainers. Nach Ende der Saison wechselte er in die OHA, wo er in den nächsten Jahren noch die Oshawa Generals und die Toronto Marlboros trainierte.

## Sportliche Erfolge

### Persönliche Auszeichnungen
Als Spieler
- NHL Second All-Star Team: 1972, 1973 und 1974
- Teilnahme am NHL All-Star Game: 1969, 1970, 1971, 1972, 1973 und 1974

Als Trainer
- Matt Leyden Trophy: 1978